# Spilogona latilamina
Spilogona latilamina är en tvåvingeart som först beskrevs av Collin 1930.  Spilogona latilamina ingår i släktet Spilogona och familjen husflugor. Inga underarter finns listade i Catalogue of Life.